# جنگ داخلی سومالی
جنگ داخلی سومالی (عربی: الحرب الأهلیة الصومالیة) یک جنگ داخلی در حال وقوع در سومالی است. این نبرد از مقاومت در برابر دیکتاتوری نظامی که توسط زیادباره از دهه ۱۹۸۰ رهبری می‌شد، پا گرفت. از سال ۱۹۸۸ تا ۱۹۹۰، نیروهای مسلح سومالی با گروه‌های مختلف شورشی مسلح، از جمله جبهه دموکراتیک نجات سومالی در شمال شرق، جنبش ملی سومالی در شمال غرب، کنگره متحد سومالی و سومالی متحد در جنوب وارد مبارزه شدند. گروه‌های مخالف مسلح طایفه ای، دولت باره را در سال ۱۹۹۱ سرنگون کردند.
جناح‌های مختلف مسلح برای نفوذ در خلاء قدرت و آشفتگی‌های پس از آن، به ویژه در جنوب، شروع به رقابت کردند. در سال‌های ۱۹۹۰–۱۹۹۲، قوانین عرفی به‌طور موقت به دلیل جنگ از بین رفت. این امر ورود ناظران نظامی UNOSOM I سازمان‌ملل متحد در ژوئیه ۱۹۹۲ و به دنبال آن نیروهای حافظ صلح را سبب شد. درگیری‌های جناحی در جنوب ادامه یافت. در غیاب دولت مرکزی، سومالی به یک " دولت درمانده " تبدیل شد. سازمان ملل در سال ۱۹۹۵ با متحمل شدن تلفات سنگین کنار رفت و نیروی پاسدار ایجاد شده توسط سازمان ملل از هم پاشید. پس از فروپاشی دولت مرکزی، اکثر به قوانین عرفی و دینی بازگشتند. در سال‌های ۱۹۹۱ و ۱۹۹۸ دو دولت منطقه ای خودمختار نیز در بخش شمالی کشور تأسیس شد. این رویداد منجر به کاهش نسبی شدت جنگ گردید، به طوری که موسسه تحقیقات صلح بین‌المللی استکهلم سومالی را از فهرست اصلی درگیری‌های مسلحانه خود برای سال‌های ۱۹۹۷ و ۱۹۹۸ خارج کرد.
در سال ۲۰۰۰، دولت ملی انتقالی و پس از آن دولت فدرال انتقالی (TFG) به سال ۲۰۰۴ تأسیس شد. روند کاهش درگیری‌ها ازسال ۲۰۰۵ متوقف شد و درگیری پایدار و ویرانگر در سال ۲۰۰۵–۲۰۰۷ در جنوب رخ داد، اما نبرد از لحاظ مقیاس و شدت بسیار کوچکتر از اوایل دهه ۱۹۹۰ بود. در سال ۲۰۰۶، سربازان اتیوپی بخش اعظم قلمرو سرزمینی در جنوب را از اتحادیه محاکم شریعت اسلامی (ICU) پس گرفتند. سپس ICU به گروه‌های رادیکال‌تر، به‌ویژه الشباب، تقسیم شد که از آن زمان با دولت سومالی و نیروهای حافظ صلح AMISOM تحت فرمان اتحادیه آفریقا برای دست گرفتن کنترل کشور مبارزه می‌کنند. سومالی به مدت شش سال از سال ۲۰۰۸ تا سال ۲۰۱۳ در صدر فهرست سالانه شاخص آسیب‌پذیری کشورها بود.
در اکتبر ۲۰۱۱، در پی جلسات مقدماتی، نیروهای کنیایی برای مبارزه با الشباب و ایجاد یک منطقه حائل در داخل سومالی وارد جنوب سومالی (" عملیات لیندا نچی ") شدند. نیروهای کنیایی در فوریه ۲۰۱۲ به‌طور رسمی در نیروهای چند ملیتی ادغام شدند دولت فدرال سومالی در اوت ۲۰۱۲ تأسیس شد و اولین دولت مرکزی دائمی این کشور از زمان آغاز جنگ داخلی تشکیل داد. ذینفعان و تحلیلگران بین‌المللی سومالی را به عنوان یک " دولت شکننده " توصیف کردند که در حال گام برداشتن به سوی ثبات است.

## USC/SSA (1995–2000)
پس از خروج UNOSOM II در مارس ۱۹۹۵، درگیری‌های نظامی بین جناح‌های محلی، عموماً شدیدتر و محلی‌تر شد. ابتکارات صلح و آشتی محلی که بین سالهای ۱۹۹۳ و ۱۹۹۵ در بخش جنوب مرکزی کشور انجام شده بود نیز عموماً تأثیر مثبتی داشت.
عیدید متعاقباً در ۱۵ ژوئن ۱۹۹۵ خود را رئیس‌جمهور سومالی اعلام کرد. با این حال، اعلامیه وی به رسمیت شناخته نشد زیرا رقیب او علی مهدی محمد قبلاً در کنفرانسی در جیبوتی به عنوان رئیس‌جمهور موقت انتخاب شده بود و جامعه بین‌المللی آن را به رسمیت می‌شناخت.
در نتیجه، جناح عیدید به تلاش خود برای اعمال هژمونی بر جنوب ادامه داد. در سپتامبر ۱۹۹۵، نیروهای شبه نظامی وفادار به او به شهر بایدوآ حمله و آن را اشغال کردند. نیروهای عیدید از سپتامبر ۱۹۹۵ تا حداقل ژانویه ۱۹۹۶ کنترل بایدوا را حفظ کردند، در حالی که شبه نظامیان محلی ارتش مقاومت رهانوین به درگیری با نیروهای وی در اطراف شهر ادامه دادند.
نبردها در نیمه آخر سال ۱۹۹۵ در جنوب کیسمایو و دره جوبا و همچنین جنوب غربی و مرکزی سومالی ادامه یافت. با این حال، علی‌رغم این مناقشات، مناطق جدو و شبل میانه و بخش‌های شمال غربی کشور نسبتاً آرام باقی ماندند. تعدادی از ادارات منطقه ای و ولسوالی که در چند سال گذشته به صورت محلی ایجاد شده بودند به فعالیت خود در این مناطق ادامه دادند. در سال‌های ۱۹۹۴–۱۹۹۵، جناح‌هایی که برای قدرت در منطقه تازه اعلام شده سومالی لند رقابت می‌کردند، شامل جبهه متحد سومالی، جبهه دموکراتیک سومالی، جنبش ملی سومالی و حزب متحد سومالی بودند.

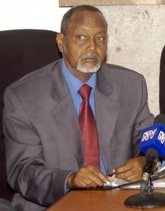
حسن محمد نور شاتیقدود، رهبر ارتش مقاومت رهانوین

در مارس ۱۹۹۶، علی مهدی به عنوان رئیس کنگره متحد سومالی/ اتحاد نجات سومالی (USC/SSA) مستقر در شمال موگادیشو انتخاب شد. در بخش جنوبی شهر، نیروهای عیدید برای کنترل بندر مرکا و همچنین مناطق استراتژیک در موگادیشو با نیروهای عثمان آتو جنگیدند. نبرد در مرکا سرانجام پس از مداخله بزرگان پایان یافت، اما در موگادیشو ادامه یافت. در اوت ۱۹۹۶، عیدید بر اثر جراحات وارده در جریان نبرد در منطقه مدینه جان باخت.
در سال ۱۹۹۸، یک کنفرانس قانون اساسی داخلی در شهر گاروه در شمال شرقی کشور طی یک دوره سه‌ماهه برگزار شد. نخبگان سیاسی منطقه، بزرگان سنتی (ایسیم)، اعضای جامعه تجاری، روشنفکران و دیگر نمایندگان جامعه مدنی در آن حضور داشتند. ایالت پونتلند سومالی نیز متعاقباً تأسیس شد.
در سال ۱۹۹۹، ادعا شد که اریتره از نیروهای اتحاد ملی سومالی به رهبری حسین فرح عیدید، پسر محمد عیدید حمایت می‌کند. فرزند عیدید این ادعاها را رد کرد و گفت که ملس زناوی، نخست‌وزیر اتیوپی از وی خواسته است که بین اتیوپی و اریتره در درگیری جداگانه آنها میانجیگری کند. با این حال، مؤسسه بین‌المللی مطالعات استراتژیک به طور جداگانه گزارش داد که خود حسین عیدید حمایت اریتره و اوگاندا را تأیید کرده است. نیروهای عیدید هدور و بیدوا را اشغال کردند. با این حال، آنها توسط ارتش مقاومت رهانوین در ژوئن ۱۹۹۹ بیرون رانده شدند. تا پایان سال، ارتش مقاومت رهانوین کنترل استان‌های خلیج و باکول را به دست گرفت. رهبر RRA، حسن محمد نور شاتیگاود، متعاقباً اداره منطقه ایالت جنوب غربی سومالی را دست گرفت.
در سال ۲۰۰۰، علی مهدی در کنفرانس دیگری در جیبوتی شرکت کرد. او در انتخابات مجدد در آنجا به عبدالقاسم سالاد حسن، وزیر کشور سابق بار، شکست خورد.